# Список умерших в 1221 году

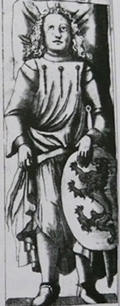
Дитрих I Угнетённый

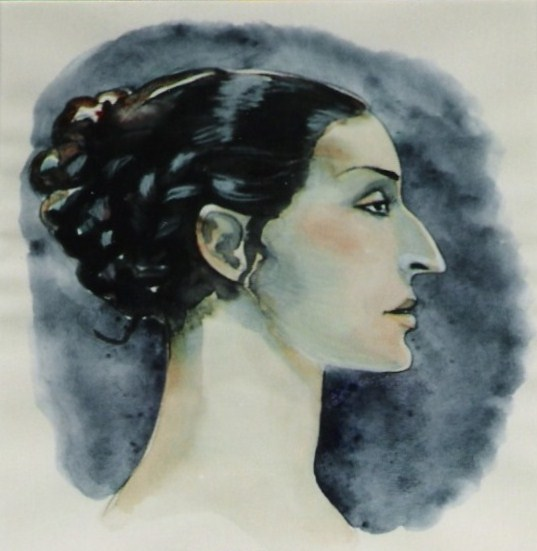
Беренгария Португальская

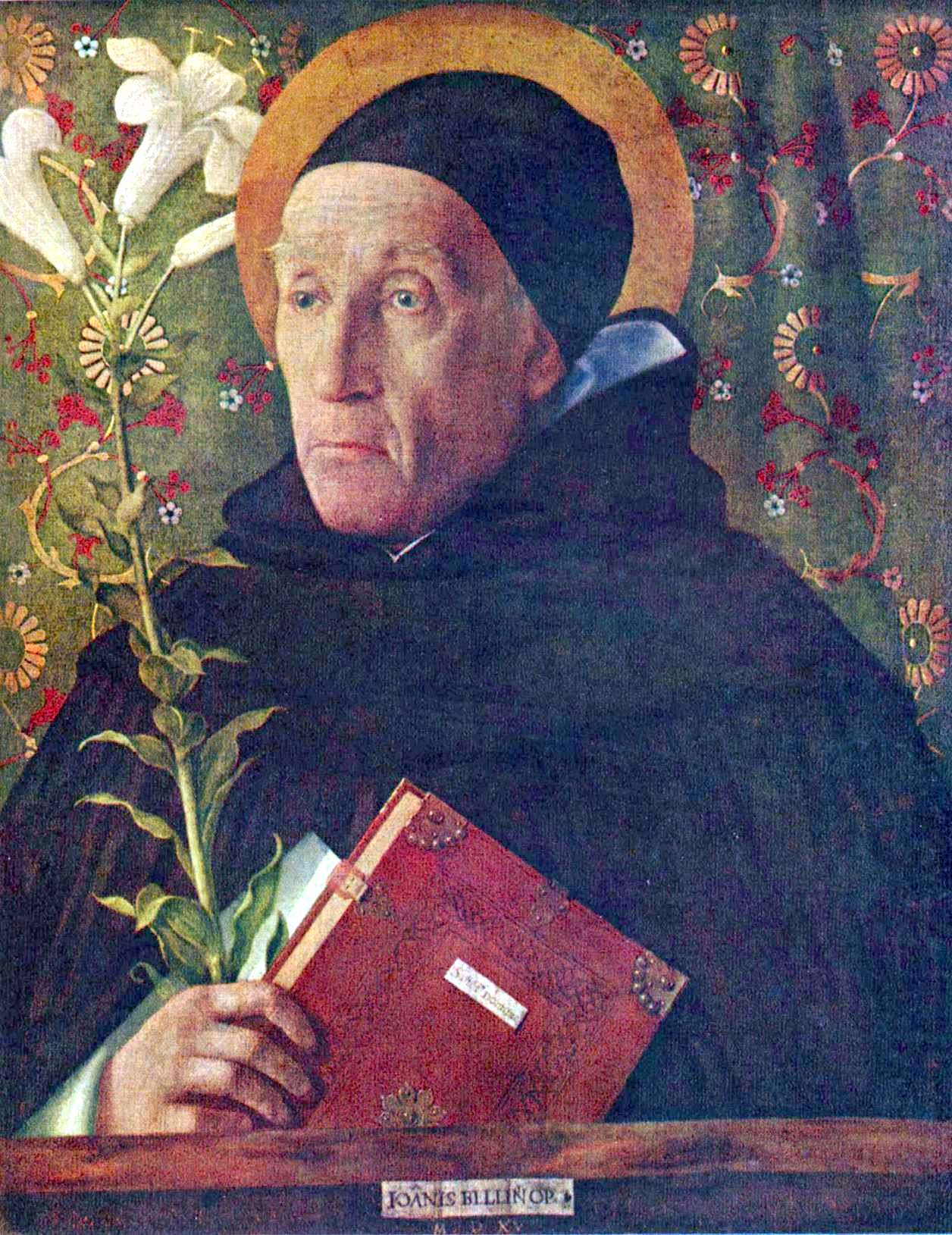
Святой Доминик

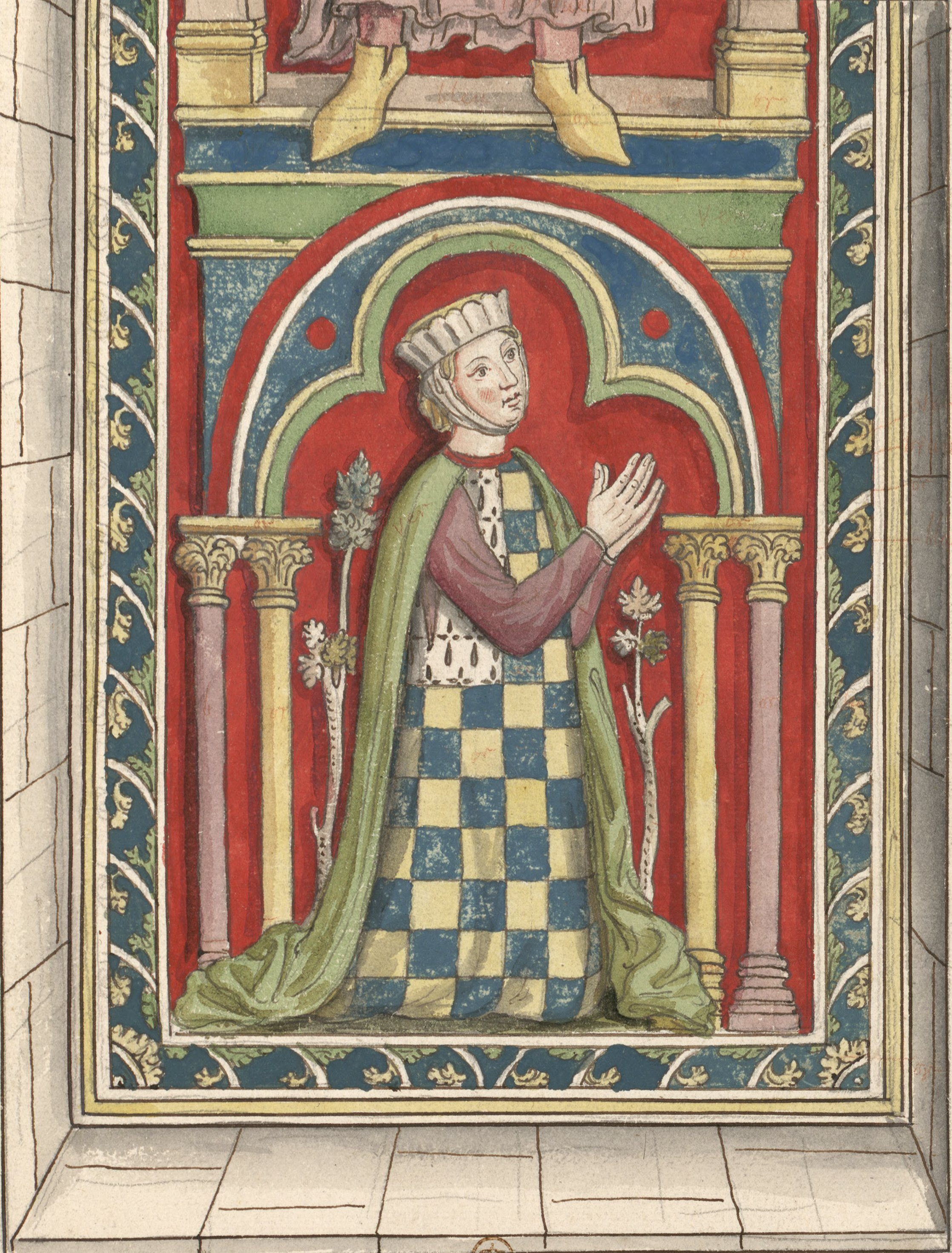
Аликс де Туар

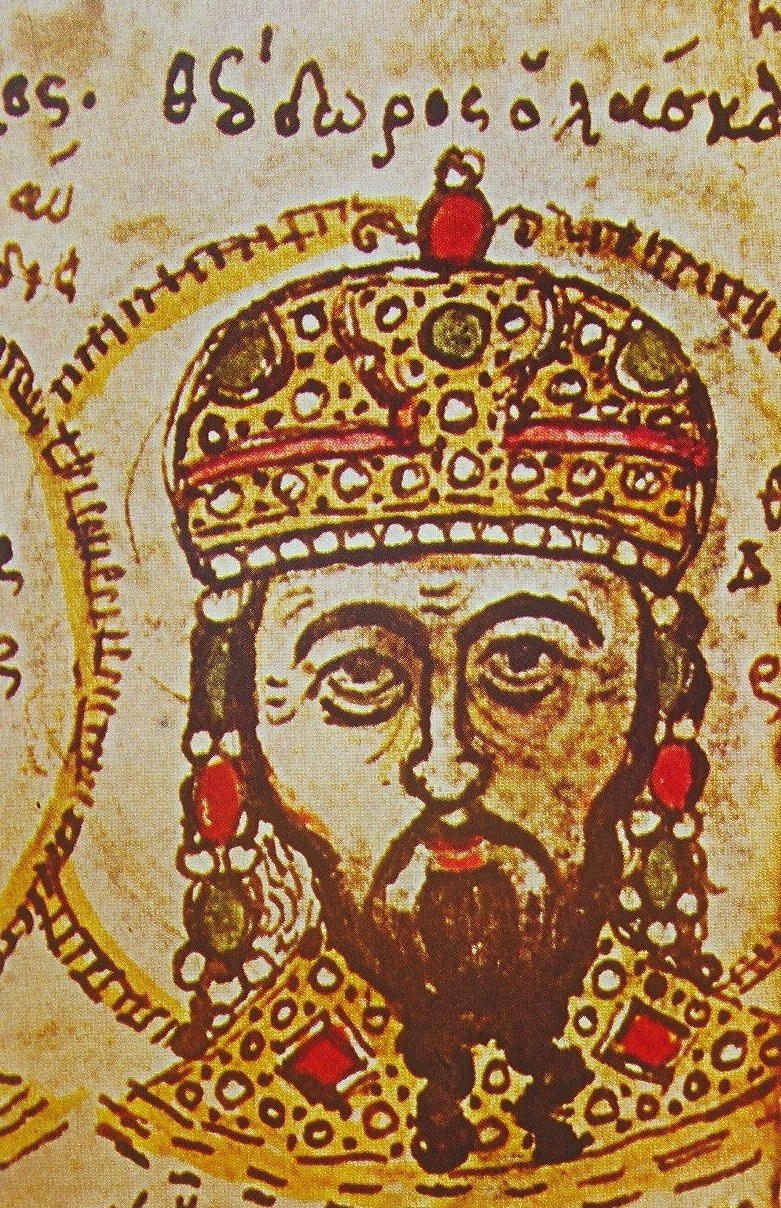
Феодор I Ласкарис

В этой статье представлен список известных людей, умерших в 1221 году.
См. также: Категория:Умершие в 1221 году

## Январь
- 24 января — Мария Мстиславна, княгиня новгородская, затем великая княгиня владимирская.

## Февраль
- 1 февраля — Уильям д’Обиньи, 3-й граф Арундел — граф Арундел (1193—1221)
- 18 февраля — Дитрих I Угнетённый — граф Вайсенфельса (1190—1221), маркграф Мейсена (1198—1221), маркграф Нидерлаузица, граф Айленбурга и граф Гройча (1210—1221).
- 25 февраля — Алиса де Монморанси, французская аристократка, жена Симона IV де Монфора.

## Март
- 26 марта — Рауль де Невилль, епископ Арраса (1203—1221), кардинал-священник Санта-Сабина (1202—1203).
- 27 марта — Беренгария Португальская — португальская инфанта, королева-консорт Дании (1214—1221), жена Вальдемара II.

## Апрель
- 22 апреля — Герман II — граф Равенсберга (1170—1221).
- 25 апреля — Барух бен Самуэль[англ.] — раввин, талмудист и поэт из Кёльна.
- 26 апреля — Аттар (76) — персидский суфийский поэт, погиб во время взятия Нишапура монгольскими войсками Тулуя.

## Июнь
- 21 июня — Генрих III — граф Арлона и герцог Лимбурга (1167—1221)

## Август
- 6 августа — Святой Доминик — монах, проповедник, католический святой. Основатель Ордена проповедников, или ордена доминиканцев
- 22 августа — Папа, Гвидо де — кардинал-дьякон (1190—1199), кардинал-священник Санта-Мария-ин-Трастевере (1199—1207), кардинал-епископ Палестрины (1207—1221)

## Сентябрь
- Бувалелли, Рамбертино[англ.] — итальянский трубадур, писавший на провансальском языке, подеста ряда итальянских городов

## Октябрь
- 4 октября — Гийом II де Понтье — граф де Понтье (1191—1221)
- 16 октября — Фридрих II — граф Брены и Веттина (1203—1221)
- 21 октября — Аликс де Туар (21) — герцогиня Бретани (1203—1221), умерла при родах.
- 25 октября — Роберт де Вер — граф Оксфорд (1114—1121), один из 25 гарантов Великой хартии вольностей.
- 31 октября — Ульрих II фон Андекс-Диссен[нем.] — епископ Пассау (1215—1221).

## Ноябрь
- Феодор I Ласкарис — Никейский император (1205—1222).

## Декабрь
- Руджеро[англ.] — архиепископ Беневенто (1179—1221)

## Дата неизвестна или требует уточнения
- Адам Персенский[англ.] — французский монах, проповедник четвёртого крестового похода.
- Ай-Чичек, одна из жен хорезмшаха Мухаммеда.
- Ак-шах, хорезмийский царевич, сын хорезмшаха Мухаммеда.
- Альберт де Сестаро[англ.] — провансальский трубадур.
- Арнуль III, граф Лоона (1218—1221), граф Ринека (1216—1221).
- Гебре Мескель Лалибэла, император Эфиопии (1181—1221) из династии Загве.
- Дипольд фон Швайнспойнт, немецкий полководец, участник войн германских императоров в Италии.
- Мария Вентадорнская — трубадур и покровительница трубадуров
- Мутугэн — внук Чингиз-хана, старший сын Чагатая, погиб при осаде монголами Бамиана
- Наджм ад-дин Кубра — хорезмийский суфийский шейх, автор многочисленных философских и богословских трактатов, суфийский поэт, убит монголами при осаде Ургенча.
- Озлаг-шах, хорезмийский царевич, сын хорезмшаха Мухаммеда и младший брат хорезмшаха Джелал-ад-Дина, наследник престола государства Хорезмшахов с 1217 до 1220 года.
- Оэлун, старшая жена Есугей-баатура, мать Тэмуджина, ставшего известным как Чингисхан.
- Пейроль, овернский трубадур.
- Петр Беневентский — кардинал-дьякон Санта-Мария-ин-Аквиро (1212—1216), кардинал-священник Сан-Лоренцо-ин-Дамасо (1216—1217), кардинал-епископ Сабины (1217—1221)
- Раймунд-Рубен — князь Антиохии (1205—1208, 1216—1219)
- Роджер Биго, 2-й граф Норфолк — граф Норфолк (1189—1221), один из лидеров баронского мятежа и один из 25 гарантов Великой хартии вольностей.
- Хасан III Аламутский, 25-й исмаилитский-низаритский имам (1210—1221).
- Ал-Чагмини — хорезмский математик, астроном и врач